# Кадырбаев, Владимир Касымович
Владимир Касымович Кадырбаев — советский хозяйственный, государственный и политический деятель.

## Биография
Родился в 1933 году в Акмолинске. Член КПСС.
С 1957 года — на хозяйственной, общественной и политической работе. В 1957—1996 годы — дежурный по станции Алма-Ата-2, дежурный по станции.
маневровый диспетчер, старший помощник, заместитель начальника, начальник станции Алма-Ата-1, начальник технического отдела службы движения Казахской ЖД, инструктор ЦК Компартии Казахстана, заведующий отделом транспорта и связи Управления делами Совмина Казахской ССР, министр автомобильного транспорта Казахской ССР, председатель Казсовпрофа, начальник КТБ Алма-Атинской ЖД, советник корпорации «КРАМДС», советник фирмы «Терминал».
Избирался депутатом Верховного Совета Казахской ССР 10-го созыва, Верховного Совета СССР 11-го созыва. Делегат XXVII съезда КПСС.
Жил в Казахстане.